# Свіні Тодд (фільм)
«Свіні Тодд: Демон-перукар із Фліт-стріт» (англ. Sweeney Todd: The Demon Barber of Fleet Street) — фільм режисера Тіма Бертона. Екранізація мюзиклу «Свіні Тодд: Демон-перукар із Фліт-стріт» Стівена Сондгайма на лібрето Г'ю Вілера.
Усі музичні номери виконані самими акторами, без подальшого переозвучення дублерами.
Стрічку знято в холодних похмурих тонах, що нагадують раніший фільм Бертона «Сонна Лощина». І лише сцена біля моря, мрії місіс Лаветт і спогади Свіні про його родину пофарбовані в яскраві, хоча й приглушені, кольори.
За місяць до виходу фільму в офіційний прокат було видано однойменну книгу Марка Солсбері, що оповідає про процес зйомок. На його думку, це перший фільм Бертона, що одержав настільки позитивні відгуки критиків.
У США фільм було презентовано 21 грудня 2007 року. В Україні прем'єра відбулася 03 квітня 2008 року.

## У ролях
- Джонні Депп — Свіні Тодд / Бенджамін Баркер
- Гелена Бонем Картер — місіс Неллі Лаветт
- Алан Рікман — суддя Терпін
- Тімоті Сполл — посильний при суді Бамфорд
- Саша Барон Коен — Адольфо Піреллі
- Джейн Вайзнер — Джоанна
- Джеймі Кемпбелл Бовер — Ентоні Гоуп
- Лора Мішель Келлі — місіс Люсі Баркер

## Вступні титри
Фільм починається з дощу, що падає на похмурі лондонські дахи і потім перетворюється на краплі крові. На його тлі з'являються вступні титри. Звучить увертюра та композиція «The Ballad of Sweeney Todd». Камера, слідом за краплями, потрапляє до порожньої кімнати, у якій стоїть перукарське крісло. Краплі, стікаючи по ньому, запускають прихований механізм: вертяться шестірні, відчиняється потайний люк в підвал, м'ясорубка прокручує кривавий фарш. Ще одна крапля падає на розпечений лист з пирогами, поставленими в піч. Дверцята печі захлопуються. Водночас в каналізаційні води впадають тонкі струмочки крові. Поки, нарешті, потік повністю не забарвлюється червоним.
Титри фільму зроблені за допомогою комп'ютерної графіки у підкреслено ненатуралістичному виді. Кров — неприродно червона й густа, наче в фільмах Monty Python. Композиція ролика у ключі самопародії відсилає нас до різноманітних конвеєрів з титрів більш ранніх фільмів Бертона: «Велика пригода Пі-Ві» (1985), «Едвард — руки-ножиці» (1990), «Чарлі і шоколадна фабрика» (2005). Всі вони також пов'язані з процесом приготування їжі.

## Сюжет
Практично повністю збігається зі змістом однойменного мюзиклу.

Бенджамін Баркер (Джонні Депп), майстерний перукар, за сфабрикованими звинуваченнями засуджений на заслання до Австралії корумпованим суддею Терпіном(Алан Рікман), який хоче його дружину Люсі (Лора Мішель Келлі). Після 15 років він повертається до Лондону. Не впізнаний ніким, крім місіс Лаветт (Гелена Бонем Картер), власницею крамнички-пекарні, яка пече «найгірші пироги в Лондоні», Баркер нарікає себе Свіні Тоддом і вирушає до своєї перукарі в тому ж будинку понад крамницею.
Пані Лаветт переказує йому чутки, за якими дружина Тодда, зґвалтована Терпіном, отруїла себе. Ми також дізнаємось, що тепер суддя Терпін намагається добитися взаємності в повнолітньої дочки Тодда — Джоанни. Лаветт відкриває Тоддові схованку, де вона переховувала його старі бритви. Тодд вітає своїх «давніх друзів».
‎
Заїжджий перукар Адольфо Піреллі (Саша Барон Коен) викликає Тодда на «дуель», щоб визначити, хто з них є вправнішим у перукарській майстерності. Тодд виграє, але Піреллі, впізнавши його, намагається шантажувати Тодда та першим гине від його руки.
Пізніше Місіс Лаветт, не знайшовши, куди можна сховати тіло, пропонує використовувати людську плоть як начинку для виготовлення м'ясних пирогів. Помічник убитого Піреллі, маленький сирота Тобі надходить у служіння до місіс Лаветт. Хлопчик переймається найніжнішими почуттями до Лаветт і присягає захищати її від будь-якого лиха.
Тим часом Джоанна (Джейн Вайзнер), що нудиться в будинку судді, бачить друга й рятівника Тодда, моряка Ентоні Гоупа (Джеймі Кемпбелл Бовер) і закохується в нього з першого погляду. Гоуп також убитий любов'ю до Джоанни, і незабаром сподівається вирвати її з лап Терпіна. Терпін обіцяє Ентоні найсуворіші кари, якщо той ще хоч раз погляне на Джоанну.
Судовий посильний Бамфорд (Тімоті Сполл),, що виступав арбітром у змаганні Піреллі й Тодда, рекомендує судді Терпіну, щоб виглядіти молодшим і так сподобатися Джоанні, звернутися до послуг перукаря. Цим перукарем стає Свіні Тодд, що вразив Бамфорда своєю майстерністю.
Однак перша спроба вбивства судді, що прийшов до Тодда поголитися, провалюється: Ентоні, що вбігає у найвідповідальніший момент, виводить суддю із себе і той у поспіху покидає заклад Тодда. Розлютований, охоплений ненавистю до всього людства, готовий пустити всіх на начинку для пирогів, Тодд монтує зі звичайного крісла машину, що буде допомагати йому в убивствах. Трупи безневинних жертв люті диявольського перукаря падають на дно підвалу, звідки виходить тільки місіс Лаветт з підносом, повним відмінних пирогів.
У цей же самий час безутішний Ентоні бродить нічним Лондоном в пошуках Джоанни: Терпін довідавшись про те, що Джоанна планує втечу, доручив своєму підручному відвезти й сховати її. Тільки жебрачка, передчуваючи лихо, намагається звернути увагу прохожих на зло, що виходить із крамниці місіс Лаветт. Але ніхто не звертає уваги на її застереження.
Розголос про чудові м'ясні пироги місіс Лаветт блискавично розноситься всім містом. Її справи поліпшуються, і вона мріє про тихе респектабельне життя й одруження на Свіні Тодді. Однак Свіні Тодд не помічає почуттів місіс Лаветт: лише помста переймає його.
Ентоні обманом проникає до божевільні, куди Терпін заточив бідну Джоанну, і викрадає її. Переодягши дівчину в чоловічу одежу, Ентоні приводить її до крамниці Тодда. Джоанна, зачувши голоси, ховається у величезній скрині.
Тієї ж ночі посильний Бамфорд гине від руки Тодда. На жаль, свідком убивства стає Тобі, який щойно знайшов частину людського пальця в одному з пирогів. Тобі усвідомивши, ким є його нові друзі й перелякавшися, намагається втекти з підвалу. Свіні Тодд (зі своїм лезом напоготові) і його господарка розшукують Тобі в лабіринтах лондонської каналізації.
Нікого не знайшовши, Тодд вертається до себе й застає в перукарні жебрачку — це вона своїм наближенням налякала Джоанну. Жебрачка впізнає Тодда. Свіні чує, як до нього піднімається суддя Терпін, і в запобіганні викриття вбиває бідну жінку.
Суддя, сподіваючись знайти в будинку Тодда Джоанну, цікавиться в Тодда, куди той її сховав. Тодд відповідає, що дівчина нікуди вже не дінеться і пропонує задоволеному Терпіну поголитися. Під час гоління Тодд відкриває судді своє справжнє ім'я й за мить до своєї смерті Терпін розуміє, що перед ним Бенджамін Баркер. Кров вкриває вікно мансарди та обличчя Тодда.
Відправивши за допомогою схованого механізму тіло Терпіна в підвал, Свіні помічає сховану в скрині Джоанну. Від убивства дівчини його втримує лише лемент місіс Лаветт: в передсмертній судорозі суддя вчепився в неї. Відбиваючись від агонізуючого Терпіна, вона помічає ще один труп — жебрачку, яку недавно зарізав Тодд. Лаветт намагається спалити в печі тіло жебрачки, але тої миті до підвалу вривається Тодд. У світлі полум'я печі він впізнає в жебрачці свою, як йому здавалося, мертву дружину Люсі. У розпачі він обвинувачує Лаветт у брехні й, у танці шпурляє жінку в піч. Місіс Лаветт згоряє живцем.
Тодд схиляє коліна над убитою ним дружиною Люсі. Тобі, який тихенько вибрався з каналізації, бритвою перерізує горло Тодду. Умираючи, Свіні схиляється над своєю коханою та заклякає, заливаючи її обличчя своєю кров'ю.

## Саундтрек
| #   | Назва                           | Тривалість |
| --- | ------------------------------- | ---------- |
| 1.  | «Вступні титри»                 | 3:30       |
| 2.  | «Немає місця такого, як Лондон» | 5:31       |
| 3.  | «Найгірші пироги в Лондоні»     | 2:23       |
| 4.  | «Бідолаха»                      | 3:09       |
| 5.  | «Мої друзі»                     | 3:48       |
| 6.  | «Грін Фінч і Ліннетт Бьод»      | 2:16       |
| 7.  | «Милостині! Милостині!»         | 1:16       |
| 8.  | «Джоанна»                       | 1:57       |
| 9.  | «Чудодійний еліксир Піреллі»    | 2:00       |
| 10. | «Змагання»                      | 3:39       |
| 11. | «Чекай»                         | 2:38       |
| 12. | «Леді в їх чутливості»          | 1:23       |
| 13. | «Гарна жінка»                   | 4:27       |
| 14. | «Епіфанія»                      | 3:16       |
| 15. | «Малий священик»                | 5:15       |
| 16. | «Джоанна»                       | 5:42       |
| 17. | «Боже, це добре!»               | 2:46       |
| 18. | «Морем»                         | 2:19       |
| 19. | «Не допоки я поруч»             | 4:11       |
| 20. | «Фінальні титри»                | 10:21      |

## Факти
- Спочатку на місце режисера було вирішено призначити лауреата премії «Оскар» Сема Мендеса.

- Рассел Кроу довгий час розглядався як основний претендент на роль Свіні Тодда.

- Усі без винятку актори пройшли попереднє прослуховування в автора мюзиклу Стівена Сондхайма.

- Першою виконавицею ролі місіс Лаветт у мюзиклі стала знаменита Енджела Ленсбері. У фільмі Бертона її грає Гелена Бонем Картер, що перемогла Аннетт Бенінг і Тоні Коллетт.

- Крістофер Лі — один з небагатьох серед акторів фільму, що мав музичну освіту й оперну підготовку (крім акторок мюзиклів Джейн Вайзнер і Лори Мішель Келли — був звільнений із проєкту. За офіційною версією, знімання епізодів з його персонажем не вкладалося в знімальний графік.

- Під час знімання дочка Джонні Деппа потрапила до лікарні в критичному стані. Деппу довелося чергувати біля ліжка хворої дочки, поки стан дівчинки не покращився. На цей час знімання фільму було припинено.

- Саша Барон Коен при підготовці до ролі псевдоіталійського перукара Піреллі, брав уроки орудування небезпечною бритвою в справжнього перукара.

- Знімання фільму зайняло три місяці.

- Практично ніде в рекламних матеріалах не згадувалося, що «Свіні Тодд: Демон-перукар із Фліт-стріт» є мюзиклом. Тільки в одному рекламному ролику фільму (із чотирьох) є фрагмент, де Джонні Депп співає. За тиждень до прем'єри було випущено міжнародний рекламний ролик, що також містить музичний номер.

- Зачіска Свіні Тодда одночасно схожа на зачіску Людвіга ван Бетховена і нареченої Франкенштейна у виконанні Ельзи Ланчестер.

- Фінал фільму (Свіні Тодд із загиблою дружиною на руках) відсилає до іконографічної композиції оплакування Христа (п'єта).

## Нагороди
На 65-й церемонії вручення кінонагороди Золотий глобус «Свіні Тодд» виграв у номінації «Найкращий фільм (комедія/мюзікл)» та «Найкращий актор» (Джонні Депп). Також фільм було номіновано: найкращий режисер (Тім Бертон), найкраща акторка (Гелена Бонем Картер).
«Свіні Тодд» було номіновано на нагороду BAFTA (номінації: найкращий дизайн костюмів і найкращий грим і зачіски).
Кінофільм було номіновано на премію Оскар (номінації найкращий актор — Джонні Депп, найкращий дизайн костюмів — Коллін Етвуд. «Свіні Тодд» здобув нагороду за декорації до фільму.
Окрім цього, Джонні Депп здобув нагороду MTV Movie Awards в номінації «Найкращий лиходій».

## Кінокритика
На сайті Rotten Tomatoes кінофільм отримав оцінку в 86 %.
На сайті Metacritic оцінка фільму становить 83.